# Лабич, Ллойд
Ллойд Баррингтон Лабич (англ. Lloyd Barrington LaBeach, 28 июня 1922, Панама — 19 февраля 1999, Нью-Йорк, Нью-Йорк) — панамский легкоатлет, двукратный бронзовый призёр Летних Олимпийских игр 1948 года, один из двух призёров Олимпийских игр в истории Панамы.
Ллойд Лабич родился в 1924 году в городе Панама. Его родители — Хулия и Самуэль Лабич — приехали в Панаму с Ямайки во время строительства Панамского канала, и остались в стране после окончания стройки. Пока он ещё был школьником, родители решили вернуться на Ямайку, и именно там, в колледже в Кингстоне, Ллойд впервые продемонстрировал свои легкоатлетические таланты и начал регулярные тренировки.
В 1946 году Ллойд отправился на средства специальной панамской президентской программы учиться в США. Первоначально он поступил в Висконсинский университет в Мадисоне, но висконсинский климат оказался очень непривычным для уроженца Карибского бассейна, и он предпочёл перебраться в Калифорнийский университет в Лос-Анджелесе, который окончил в 1948 году. Летом этого же года он в качестве представителя Панамы участвовал в Олимпийских играх в Лондоне, где завоевал бронзовые медали в беге на 100 и 200 м. Эти медали стали первыми для Панамы на Олимпийских играх и оставались единственными на протяжении 50 лет до 2008 года, когда в Пекине золото выиграл Ирвин Саладино. По возвращении из Лондона Ллойд получил орден Васко Нуньеса де Бальбоа.
Брат Ллойда — Байрон Лабич — участвовал в Олимпийских играх 1952 года в составе сборной Ямайки, но не сумел завоевать медалей.
Ллойд Лабич продолжал выступать до 1957 года. Впоследствии он переехал с семьёй в Лагос (Нигерия), где занялся бизнесом.
В 1990-х Ллойд Лабич с семьёй переехал в США. Панамский национальный институт спорта наградил его Медалью спортивной славы имени Мануэля Роя.
Ллойд Лабич скончался в Нью-Йорке в 1999 году. В соответствии с его волей, его останки были отправлены на родину, в Панаму.